# Président de Zanzibar
Ne doit pas être confondu avec Président de la république du Congo.
Le président de Zanzibar est le chef du Gouvernement révolutionnaire de Zanzibar, région autonome de la Tanzanie.
Avant l'union du Zanzibar (pays) et du Tanganyika, il était le chef d'État de la République populaire de Zanzibar (État indépendant de 1963 à 1964).
Depuis son rattachement à la Tanzanie, Zanzibar bénéficie d'une certaine autonomie politique mais dépend totalement du pouvoir tanzanien à propos des questions économiques, financières, juridiques, de politique étrangère et de maintien de la paix à l'étranger et dans l'archipel. L'entité désigne son propre président placé à la tête d'un gouvernement local chargé des affaires régionales.

## Présidents successifs

### Présidents de laRépublique populaire de Zanzibar
| No | Portrait | Nom                      | Début du mandat | Fin du mandat | Appartenance politique |
| -- | -------- | ------------------------ | --------------- | ------------- | ---------------------- |
| 1  |          | Abeid Karume (1905–1972) | 12 janvier 1964 | 26 avril 1964 | Afro-Shirazi Party     |

### Présidents duGouvernement révolutionnaire de Zanzibar
| No | Portrait         | Nom                           | Début du mandat | Fin du mandat             | Appartenance politique |
| -- | ---------------- | ----------------------------- | --------------- | ------------------------- | ---------------------- |
| 1  |                  | Abeid Karume (1905–1972)      | 26 avril 1964   | 7 avril 1972 (assassiner) | Afro-Shirazi Party     |
| 2  |                  | Aboud Jumbe (1920–2016)       | 7 avril 1972    | 30 janvier 1980           | Afro-Shirazi Party     |
| 2  | 30 janvier 1980  | Aboud Jumbe (1920–2016)       | 30 janvier 1984 |                           | Afro-Shirazi Party     |
| 3  |                  | Ali Hassan Mwinyi (1925–2024) | 30 janvier 1984 | 24 octobre 1985           | Chama Cha Mapinduzi    |
| 4  |                  | Idris Abdul Wakil (1925–2000) | 24 octobre 1985 | 25 octobre 1990           | Chama Cha Mapinduzi    |
| 5  |                  | Salmin Amour (1948–)          | 25 octobre 1990 | 13 novembre 1995          | Chama Cha Mapinduzi    |
| 5  | 13 novembre 1995 | Salmin Amour (1948–)          | 8 novembre 2000 |                           | Chama Cha Mapinduzi    |
| 6  |                  | Amani Abeid Karume (1948–)    | 8 novembre 2000 | 3 novembre 2005           | Chama Cha Mapinduzi    |
| 6  | 3 novembre 2005  | Amani Abeid Karume (1948–)    | 3 novembre 2010 |                           | Chama Cha Mapinduzi    |
| 7  |                  | Ali Mohamed Shein (1948–)     | 3 novembre 2010 | 3 novembre 2015           | Chama Cha Mapinduzi    |
| 7  | 3 novembre 2015  | Ali Mohamed Shein (1948–)     | 3 novembre 2016 |                           | Chama Cha Mapinduzi    |
| 7  | 3 novembre 2016  | Ali Mohamed Shein (1948–)     | 3 novembre 2020 |                           | Chama Cha Mapinduzi    |
| 8  |                  | Hussein Mwinyi (1966–)        | 3 novembre 2020 | En cours                  | Chama Cha Mapinduzi    |

## Sources
- (en) Cet article est partiellement ou en totalité issu de l’article de Wikipédia en anglais intitulé « President of Zanzibar » (voir la liste des auteurs).